# San Diego Museum of Art
San Diego Museum of Art – muzeum sztuki w San Diego, w Stanach Zjednoczonych. Pierwotnie nosiło nazwę The Fine Arts Gallery of San Diego ale w 1978 roku zmieniono nazwę na San Diego Museum of Art.

## Historia
Muzeum pod nazwą The Fine Arts Gallery of San Diego zostało założone 28 lutego 1926 roku. W 1978 została zmieniona nazwa na obecną. Budynek znajduje się w parku Balboa. W 1915 roku odbyła się tu wystawa zorganizowana z okazji otwarcia Kanału Panamskiego. Na ekspozycji obok eksponatów pochodzących z różnych gałęzi przemysłu, wystawiono prace ówczesnych artystów z Kalifornii i San Diego oraz dzieła starych mistrzów europejskich. Wystawa spotkała się z bardzo dobrym przyjęciem i rada miasta San Diego postanowiła stworzyć własną Galerię Sztuk Pięknych.
Realizowaniem pomysłu zajął się regionalny działacz społeczny i biznesmen Appleton S. Bridges, który sfinansował budowę rozpoczętą w 1924 roku i zatrudnił czołowych architektów w San Diego, m.in. Williama Templetona Johnsona i Roberta W. Snydera. Fasada budynku została zaprojektowana według XVI-wiecznego hiszpańskiego stylu renesansowego; zapożyczono motywy z Katedry w Valladolid, motywy z fasady budynku Uniwersytetu w Salamance a wnętrza wzorowano na wnętrzach z Hospital de la Santa Cruz z Toledo. W 1925 roku, 28 lutego, muzeum zostało otwarte a eksponaty zostały pozyskane z muzeum San Diego Art Guild i od Towarzystwa Przyjaciół Sztuki.

## Kolekcja

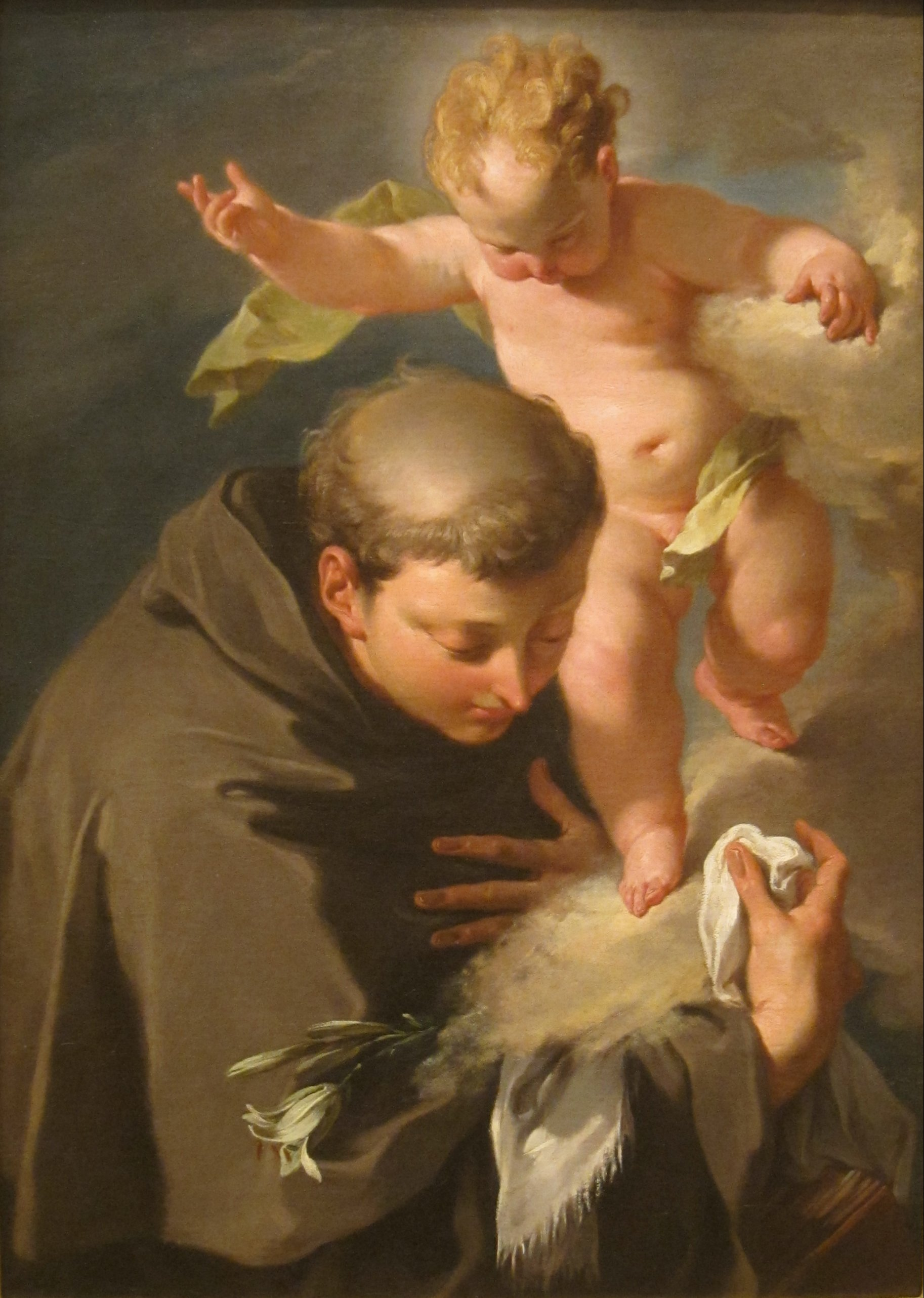
Giambattista Pittoni: The Vision of Saint Anthony of Padua
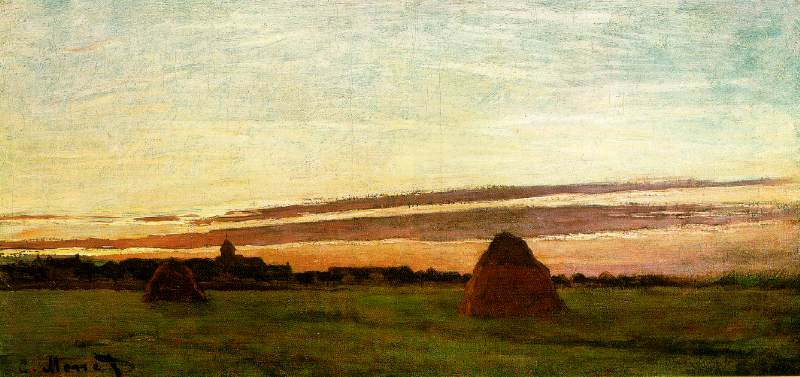
Claude Monet: Heuschober bei Chailly
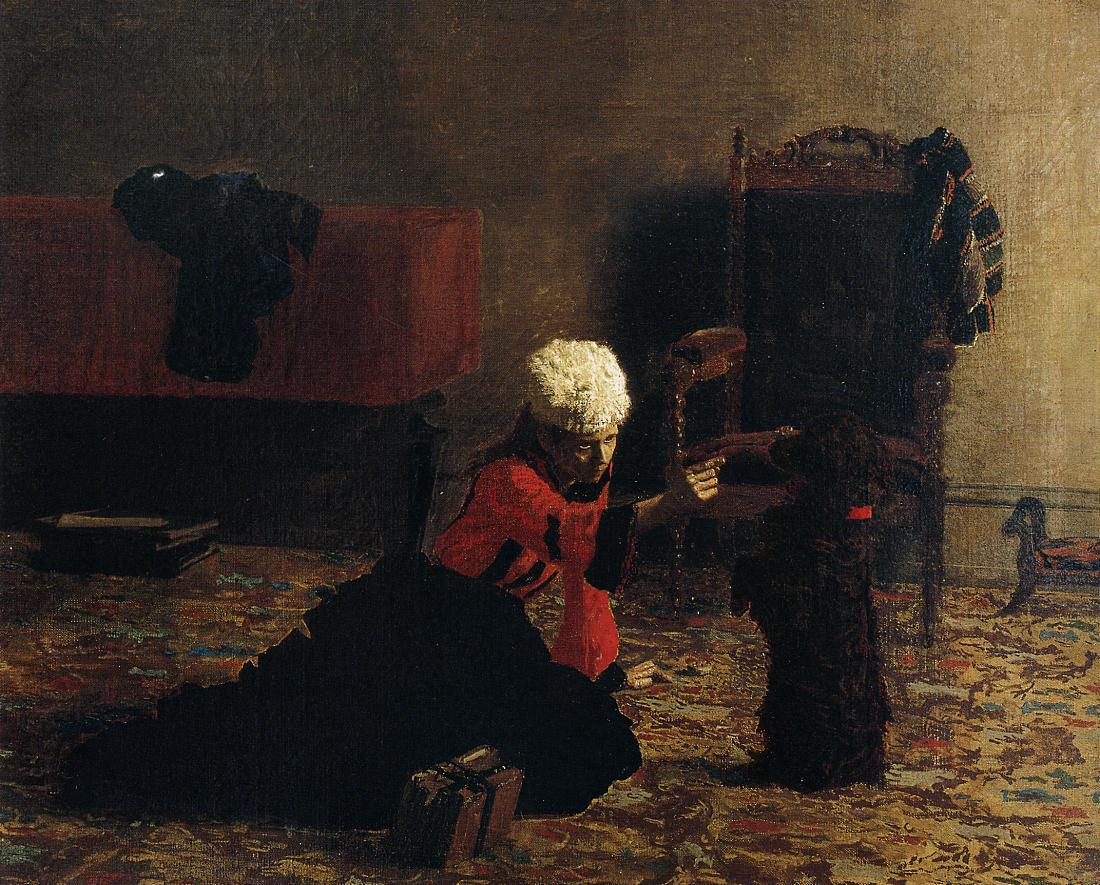
Thomas Eakins: Elizabeth Crowell with a Dog
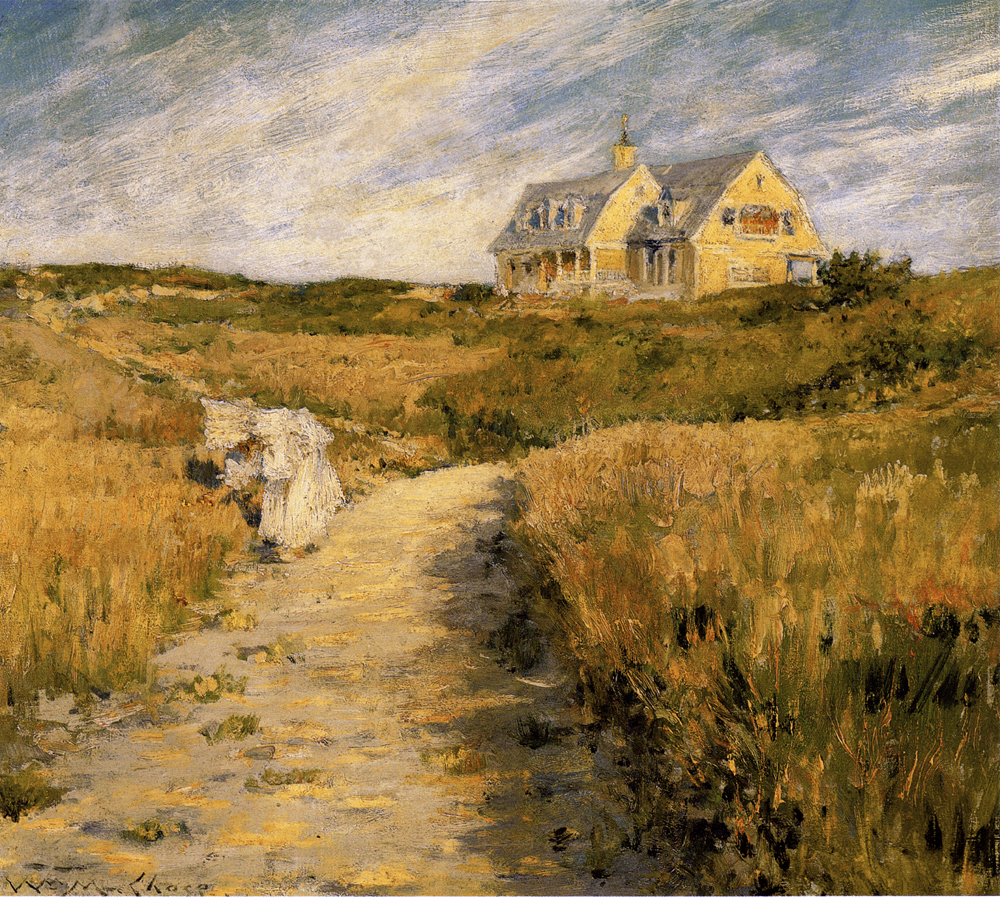
William Merritt Chase: The Chase Homestaead Shinnecock
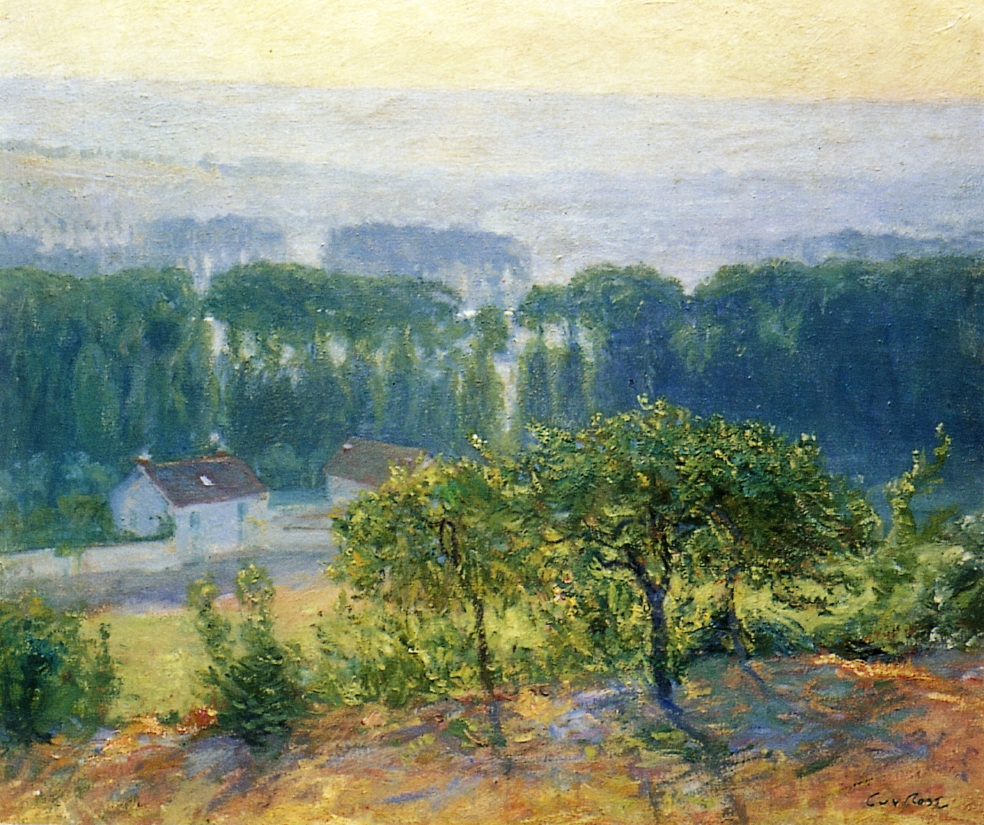
Guy Rose: Late Afternoon, Giverny

Zbiory należą do największych w stanie Kalifornia i obejmują obrazy hiszpańskich i włoskich starych mistrzów, dzieła a Azji Południowej, XIX i XX wieczne płótna oraz rzeźby amerykańskich artystów. Rocznie muzeum odwiedza 250 tysięcy turystów, którzy mogą oglądać ponadto coroczne wystawy dzieł z całego świata oraz korzystać z programów kulturalnych i edukacyjnych dla dzieci i dorosłych.
Do najważniejszych eksponatów muzeum należą dzieła hiszpańskich mistrzów: Murillo, Zurbarán, Cotán, Ribera i El Greca. Prócz tych obrazów w muzeum można podziwiać obraz Diego Velázqueza, prace 48 niemieckich malarzy ekspresjonistycznych, rysunki i grafiki wielu artystów, w tym Otto Dixa, Egona Schiele, Alexej von Jawlensky'ego, i Gustava Klimta.